# Hiệp hội Năng lượng Việt Nam
Hiệp hội Năng lượng Việt Nam là tổ chức xã hội nghề nghiệp phi chính phủ phi lợi nhuận của những người, tổ chức, doanh nghiệp hoạt động trong các lĩnh vực năng lượng hoặc liên quan đến đầu tư, xây dựng, chế tạo cơ khí, kinh doanh vật tư thiết bị năng lượng; tìm kiếm, thăm dò, khai thác, chế biến, tồn trữ, xuất nhập khẩu năng lượng và các ngành sản xuất khác phục vụ phát triển ngành năng lượng tại Việt Nam. 
Hiệp hội có tên giao dịch tiếng Anh là Vietnam Energy Association, viết tắt là VEA .
Hiệp hội Năng lượng Việt Nam, có tên trước đây là Hiệp hội Đầu tư Xây dựng Năng lượng Việt Nam, được đổi tên theo Quyết định số 1203/QĐ-BNV ngày 21 tháng 10 năm 2010 của Bộ Nội vụ .
Điều lệ hiện hành của Hiệp hội Năng lượng  được Bộ Nội vụ phê duyệt tại Quyết định số 1203/QĐ-BNV nói trên .
Hiệp hội thuộc quản lý nhà nước của Bộ Công Thương. Văn phòng Hiệp hội đặt tại P. 210, Nhà G3B, Khu Tập thể Thành Công, phố Nguyên Hồng, quận Ba Đình, Hà Nội.
Hiệp hội xuất bản tập san Năng lượng Việt Nam, trong đó phiên bản Online đặt luôn ở trang web của Hiệp hội.